# 158号美国国道
美国国道158（US 158）是美国国道58的支線。全長347英哩（558公里），從北卡羅來納的纳格斯黑德到莫克斯维尔。整個美国国道158是在北卡罗莱纳州之內。

## 高速公路連接點
美国国道64
美国国道601